# Neobaryssinus marianae
Neobaryssinus marianae är en skalbaggsart som först beskrevs av Martins och Monné 1974.  Neobaryssinus marianae ingår i släktet Neobaryssinus och familjen långhorningar. Inga underarter finns listade i Catalogue of Life.